# アフリカーナー抵抗運動
アフリカーナー抵抗運動（アフリカーナーていこううんどう、アフリカーンス語:Afrikaner Weerstandsbeweging 通称:AWB)は、南アフリカ共和国の極右政治組織。1973年創設。南アフリカ内の都市であるヴェンダースドルプに本部を置く。2020年現在のリーダーはステイン・ヴァン・ロンゲ。

## 概要

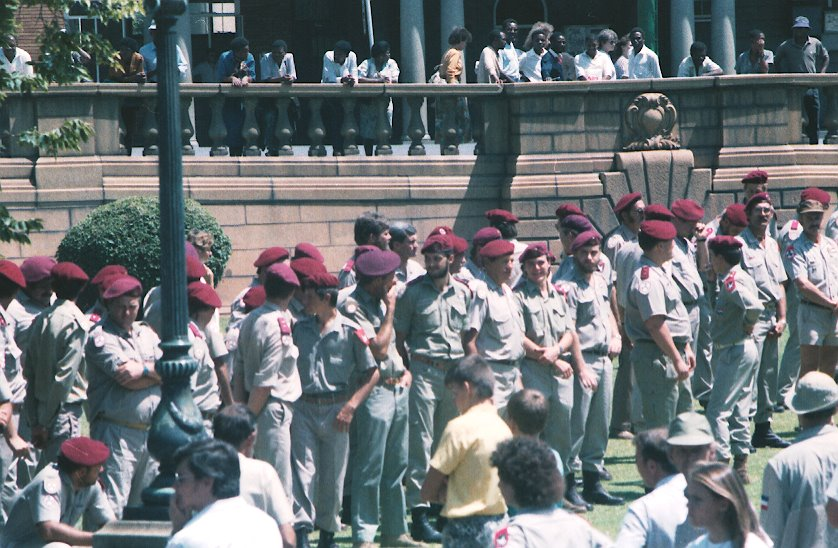
AWBの構成員たち（1990年）

元警察官という肩書きを持つユージン・テレブランシュが、6人の同志を集めて結成。当初は、ボーア人のみで構成される独立国家（Volkstaat）を建国する目標を持っていた。
1980年代、当時推進されていたアパルトヘイト政策の見直しの動きに強硬に反対し、見直しに賛成するリベラル派の集会に殴り込みをかけるなどの過激な活動を行った。一方で、プレトリアなどに居住している貧困に喘ぐ白人家庭、いわゆる「プア・ホワイト」への無料での食料援助といった活動も行っていた。
1990年代に入り、多民族による選挙の実施が予定され、いよいよアパルトヘイト政策が終焉を迎えようとしていたさなか、AWBはそれを阻止するために総力戦を宣言し、本部を置くヴェンダーストルプでの警官隊との銃撃戦や、アパルトヘイトについての政治交渉を行っていたヨハネスブルグに存在するケンプトン・パーク世界貿易センターを襲撃するなど、テロに訴える過激な活動を行った。1994年のボプタツワナ併合に反対したルーカス・マンゴーペに協力してメンバーを送り込んだが、メンバー3人が群衆を銃撃して返り討ちされ、メディアの前で警官に射殺されたことで退潮は決定的となった。
アパルトヘイト政策が終焉した2020年現在も活動を続けている。近年になってFacebookにグループを開設し、2010年時点で5000人以上のメンバーがいるという。
2010年4月、AWBの創設者にして、長年組織を牽引してきたユージン・テレブランシュが、給料の不払いを理由にテレブランシュが経営していた農場で従業員に殺害された。

## エンブレム
AWBが採用しているエンブレムは、国家社会主義ドイツ労働者党のものと酷似している。3つの｢7｣は「ヤーウェ」「666（アンチキリスト）に抵抗する姿勢」を示しているとされる。赤地はイエス・キリストの血、白い円は「永遠の闘争」と「永遠の生命」を示しているとされる。